# Луц, Анна
Анна Луц (венг. Anna Lucz; род. 14 апреля 1999, Будапешт) — венгерская гребчиха на байдарках, двукратная чемпионка мира, четырёхкратная чемпионка Европы, многократный призёр чемпионатов мира и Европы.

## Карьера
В 2019 году на взрослом чемпионате мира, который прошёл в Сегеде, Анна стала бронзовым призёром в байдарках-двойках на дистанции 200 метров.
В 2021 году выиграла золото на чемпионате мира в Копенгагене.
На чемпионате Европы 2022 года в Мюнхене завоевала две медали в байдарках-двойках на дистанции 200 метров — золото и в байдарках-четвёрках на дистанции 500 метров — бронзу. В этом же году на чемпионате мира стала двукратной чемпионкой планеты.
В 2024 году на чемпионате Европы в Сегеде завоевала две золотые медали в заездах на байдарках-двойках и байдарках-одиночках на дистанции 200 метров.
В 2025 году на чемпионате Европы в Рачице в одиночках на дистанции 200 метров завоевала золотую медаль. В байдарках-двойках на дистанции 500 метров стала бронзовым призёром. 